# 둥글부채

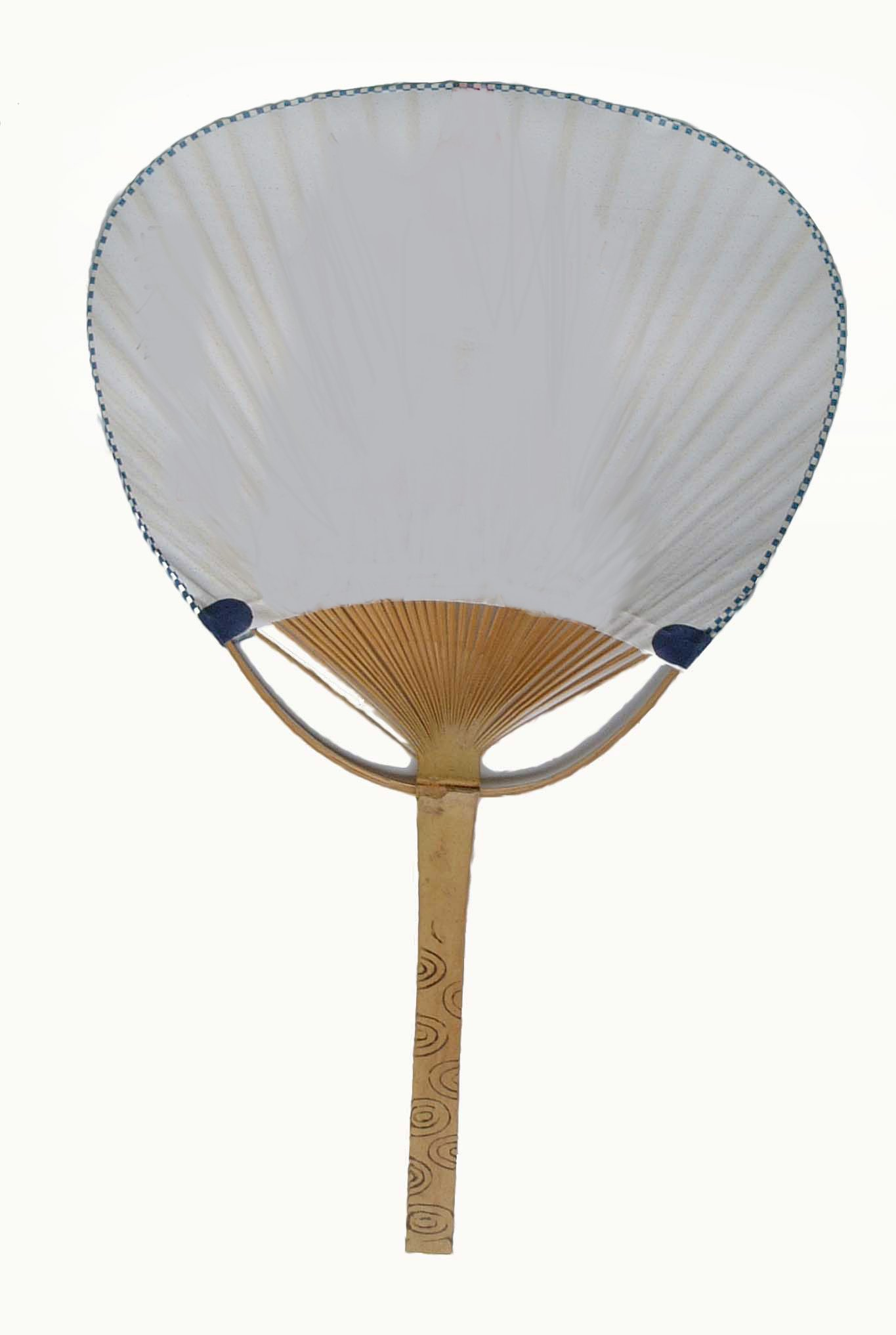
일본의 둥글부채（우치와）

둥글부채 또는 원선(圓扇), 단선(團扇)은 비단이나 종이 따위로 둥글게 만든 부채이다. 